# Conor McAleny
Conor McAleny (Liverpool, Inglaterra, 12 de agosto de 1992) es un futbolista británico que juega en la posición de delantero y su actual equipo es el Harrogate Town A. F. C. de la League Two de Inglaterra.

## Clubes
| Club                             | País       | Año       |
| -------------------------------- | ---------- | --------- |
| Everton F. C.                    | Inglaterra | 2011-2017 |
| Scunthorpe United F. C. (cedido) | Inglaterra | 2012      |
| Brentford F. C. (cedido)         | Inglaterra | 2013      |
| Cardiff City F. C. (cedido)      | Inglaterra | 2015      |
| Charlton Athletic F. C. (cedido) | Inglaterra | 2015      |
| Wigan Athletic F. C. (cedido)    | Inglaterra | 2016      |
| Oxford United F. C. (cedido)     | Inglaterra | 2017      |
| Fleetwood Town F. C.             | Inglaterra | 2017-2020 |
| Kilmarnock F. C. (cedido)        | Escocia    | 2019      |
| Oldham Athletic A. F. C.         | Inglaterra | 2020-2021 |
| Salford City F. C.               | Inglaterra | 2021-2025 |
| Harrogate Town A. F. C.          | Inglaterra | 2025-     |